# پل والتر
پل والتر (انگلیسی: Paul Walther؛ زاده ۲۳ مارس ۱۹۲۷) یک بازیکن بسکتبال اهل ایالات متحده آمریکا است.